# U-19-Juniorinnen-Floorball-Weltmeisterschaft 2021
Die 9. Floorball-Weltmeisterschaft der U19-Juniorinnen fand, nachdem sie ursprünglich für Anfang Mai 2020 geplant war, nach drei Verschiebungen aufgrund der Corona-Pandemie vom 1. bis zum 5. September 2021 in Uppsala in Schweden statt. Die Veranstaltung wurde von der International Floorball Federation ausgetragen. Die schwedischen Juniorinnen gingen als Titelverteidigerinnen mit drei Titeln in Serie ins Turnier. Am Ende holte Finnland den Turniersieg und den bis dato zweiten Titel bei den U19-Juniorinnen.

## Veranstaltungsort
Am 27. März 2019 wurde bekannt, dass die U19-Juniorinnen-Weltmeisterschaft vom 6. bis 10. Mai 2020 in Uppsala, Schweden stattfinden sollte. Allerdings musste aufgrund der Corona-Pandemie der Austragungsort mehrfach verschoben werden. Am 20. März 2020 wurde das Turnier zunächst auf den 2. bis 6. September 2020 verschoben, dann am 16. Juni 2020 auf den 5. bis 9. Mai 2021 und schließlich am 17. März 2021 auf den 1. bis 5. September 2021, hier vor allem weil vom IFF vermutet wurde, dass die zu der Zeit aufkommende weitverbreitete Impfstoffentwicklung die Zahl der Teilnehmer erhöhen würde.
Der schwedische Floorballverband richtete zum allerersten Mal eine U19-Juniorinnen-Weltmeisterschaft aus. Zuvor war der Verband bereits aber auch Organisator der U19-Juniorinnen-Weltmeisterschaften 2015 (in Helsingborg) und 2017 (in Växjö). Zudem richtete er ebenfalls bei den Herren 1996, 2006 (jeweils in Stockholm) und 2014 (in Göteborg) und bei Damen 1999 (in Borlänge), 2009 (in Västerås) und der ebenfalls in Uppsala 2021 stattgefundenen Weltmeisterschaft 2021 aus. Die Spiele der U19-Juniorinnen-Weltmeisterschaft 2021 fanden fast alle in der IFU Arena Halle A statt. Einzige Ausnahme war das Gruppenspiel in der Halle B zwischen Russland und der Schweiz.
| \| Uppsala \| |
| Uppsala       |

| Uppsala |

## Qualifikation
19 Teams registrierten sich ursprünglich für die Teilnahme an der Weltmeisterschaft. Darunter waren 14 Teams aus Europa, drei aus Asien und Ozeanien und zwei aus Nordamerika. Alle fünf nicht-europäischen Nationen und die besten neun letzte Weltmeisterschaft waren direkt qualifiziert. Die fünf restlichen europäischen Mannschaften mussten um die beiden verbliebenen Startplätze spielen. Diese Spiele wurden vom 11. bis 15. September 2021 in Lignano Sabbiadoro, Italien ausgetragen.
| Platz | Land        | Sp | S | U | N | +  | -  | Pkt |
| ----- | ----------- | -- | - | - | - | -- | -- | --- |
| 1.    | Russland    | 4  | 4 | 0 | 0 | 48 | 6  | 8   |
| 2.    | Österreich  | 4  | 2 | 1 | 1 | 13 | 19 | 5   |
| 3.    | Ungarn      | 4  | 1 | 2 | 1 | 26 | 20 | 4   |
| 4.    | Niederlande | 4  | 1 | 1 | 2 | 17 | 27 | 3   |
| 5.    | Italien     | 4  | 0 | 0 | 4 | 9  | 41 | 0   |

| Partien     | Partien | Partien     | Partien |
| ----------- | ------- | ----------- | ------- |
| Österreich  | –       | Niederlande | 1:2     |
| Russland    | –       | Italien     | 16:00   |
| Ungarn      | –       | Russland    | 4:8     |
| Italien     | –       | Österreich  | 2:7     |
| Niederlande | –       | Ungarn      | 7:7     |
| Russland    | –       | Österreich  | 12:00   |
| Niederlande | –       | Russland    | 02:12   |
| Ungarn      | –       | Italien     | 11:10   |
| Italien     | –       | Niederlande | 6:7     |
| Österreich  | –       | Ungarn      | 4:4     |

Am 8. Juli 2021 wurde bekannt, dass aufgrund der Corona-Pandemie bzw. dessen Reisebeschränkungen die qualifizierten Teams aus Australien, Kanada, die USA, Österreich, die Volksrepublik China, Neuseeland und Norwegen sich vom Turnier zurückziehen mussten. Die Startplätze für die Endrunde wurden somit wie folgt vergeben:
| 9 von 11 aus Europa          | Schweden   | Finnland           | Tschechien          | Polen    |
| inklusive neuer Gastgeber    | Schweiz    | Norwegen           | Deutschland         | Lettland |
|                              | Slowakei   | Russland           | Österreich          |          |
| 0 von 3 aus Asien & Ozeanien | Australien | Neuseeland         | Volksrepublik China |          |
| 0 von 2 aus Amerika          | Kanada     | Vereinigte Staaten |                     |          |

## Modus
Zum ersten Mal sollten die A- und B-Divisionen aufgelöst werden und in vier Gruppen à vier Teams gespielt werden. In Gruppe A und B sollten planmäßig hierbei die sieben besten der letzten Weltmeisterschaft und der Gewinner der B-Division spielen, in den Gruppen C und D die restlichen Teams. Nach folgendem Schema waren die Spiele konzipiert:
|  | Für das Halbfinale qualifiziert               |
|  | Für das Spiel um Platz 5 qualifiziert         |
|  | Für die Spiele um Platz 7 bis 10 qualifiziert |
|  | Für das Spiel um Platz 11 qualifiziert        |
|  | Für das Spiel um Platz 13 qualifiziert        |
|  | Für das Spiel um Platz 15 qualifiziert        |

| Gruppe A      | Gruppe B      | Gruppe C        | Gruppe D        |
| ------------- | ------------- | --------------- | --------------- |
| Platz 1–4     | Platz 1–4     | Platz 9 und 10  | Platz 9 und 10  |
| Platz 1–4     | Platz 1–4     | Platz 11 und 12 | Platz 11 und 12 |
| Platz 5 und 6 | Platz 5 und 6 | Platz 13 und 14 | Platz 13 und 14 |
| Platz 7 und 8 | Platz 7 und 8 | Platz 15 und 16 | Platz 15 und 16 |

Aufgrund dessen, dass am Ende nur noch neun der 16 qualifizierten Teams teilnehmen konnten, gab es nur noch zwei Gruppen. Die jeweiligen beiden Gruppenbesten kamen weiterhin ins Halbfinale und die dritten spielten um den Platz 5. Die beiden Gruppenvierten spielten zunächst in einem Play-Off genannt Spiel gegeneinander. Der Gewinner wurde 7., der Verlierer spielte gegen den fünften aus der Gruppe A um den 8. Platz. Zudem wurde die Spielzeit in der Gruppe A von standardmäßig drei Dritteln mit je 20 min auf jeweils 15 min gekürzt, da dessen Mannschaften an einem Tag zu zwei Spielen antreten mussten und ein Spiel mehr als die Teams der Gruppe B hatten.
|  | Für das Halbfinale qualifiziert              |
|  | Für das Spiel um Platz 5 qualifiziert        |
|  | Für die Spiele um Platz 7 bis 9 qualifiziert |

| Gruppe A      | Gruppe B      |
| ------------- | ------------- |
| Platz 1–4     | Platz 1–4     |
| Platz 1–4     | Platz 1–4     |
| Platz 5 und 6 | Platz 5 und 6 |
| Platz 7 bis 9 | Platz 7 bis 9 |
| Platz 7 bis 9 |               |

## Auslosung
Die Auslosung der Mannschaften in die Gruppen erfolgte am 30. September 2019 in Uppsala.
Die Teams wurden gemäß ihrer Platzierung in der Weltrangliste in vier Töpfe aufgeteilt: (In Klammern die aktuelle Position)
| Topf 1         | Topf 2          | Topf 3          | Topf 4                  |
| -------------- | --------------- | --------------- | ----------------------- |
| Schweden (1)   | Schweiz (5)     | Lettland (9)    | Australien (14)         |
| Finnland (2)   | Norwegen (6)    | Russland (10)   | Neuseeland (15)         |
| Tschechien (3) | Deutschland (7) | Österreich (12) | Vereinigte Staaten (16) |
| Polen (4)      | Slowakei (8)    | Kanada (13)     | Volksrepublik China (–) |

Die Mannschaften wurden nacheinander beginnend mit Topf 4 aus den Töpfen gezogen. Die Mannschaften aus Topf 3 und 4 wurden alternierend auf Gruppe C und D verteilt, die Mannschaften der Töpfe 1 und 2 auf Gruppe A und B. Die Auslosung ergab folgende Gruppen:
| Gruppe A    | Gruppe B   | Gruppe C           | Gruppe D            |
| ----------- | ---------- | ------------------ | ------------------- |
| Schweiz     | Norwegen   | Vereinigte Staaten | Volksrepublik China |
| Deutschland | Lettland   | Neuseeland         | Australien          |
| Polen       | Tschechien | Kanada             | Russland            |
| Finnland    | Schweden   | Slowakei           | Österreich          |

Aufgrund der Rückzuge der Nationalmannschaften aus Australien, Kanada, USA, Österreich, China, Neuseeland und Norwegen wegener Corona-Pandemie bzw. dessen Reisebeschränkungen mussten die Gruppen angepasst werden. Die Slowakei ersetzte den Startplatz von Norwegen und Russland wurde der Gruppe A zugeteilt:
| Gruppe A    | Gruppe B   |
| ----------- | ---------- |
| Schweiz     | Slowakei   |
| Deutschland | Lettland   |
| Polen       | Tschechien |
| Finnland    | Schweden   |
| Russland    |            |

## Abschlussplatzierungen
| RF | Team        |
| -- | ----------- |
| 1  | Finnland    |
| 2  | Schweden    |
| 3  | Tschechien  |
| 4  | Schweiz     |
| 5  | Lettland    |
| 6  | Polen       |
| 7  | Slowakei    |
| 8  | Deutschland |
| 9  | Russland    |